# Перевал розбитих сердець
Перевал розбитих сердець (англ. Heartbreak Ridge) — американський художній військовий фільм, що вийшов 5 грудня 1986 року. Режисером та продюсером фільму став Клінт Іствуд, він же зіграв головну роль.

## Сюжет
Сержанту Гайвею вдається повернутися в рідну частину морської піхоти, звідки він був відкомандирований за побиття офіцера. І знову Гайвея підстерігає конфлікт: цього разу він вступає в протистояння з кар'єристом Павером. Павер хоче або зламати Гайвея, або відправити його у відставку з ганьбою. Але командувач нехлюйською розвідротою Гайвей виявляється для Павера міцним горішком: його хлопці поступово стають справжніми бійцями, здатними вирішити долю військової операції.

## У ролях
- Клінт Іствуд — сержант Том Гайвей
- Марша Мейсон — Еггі
- Еверетт Макгілл — майор Малколм А. Паверс
- Мозес Ганн — сержант Люк Вебстер
- Ейлін Хекарт — Мері Джексон
- Марк Меттінглі — Франко «Один м'яч» Петерсон
- Бо Свенсон — Рой Дженнінгс
- Бойд Гейнс — лейтенант М. Р. Рінг
- Маріо Ван Піблз — капрал «Стіч» Джонс
- Арлен Дін Снайдер — сержант-майор Дж. Чужу
- Вінсент Айрізеррі — молодший капрал Фрагетті
- Рамон Франко — молодший капрал Апонте
- Том Віллард — «Профайл»
- Майк Гомес — капрал Квінонес
- Родні Хілл — капрал Коллінс
- Пітер Кох — рядовий «Швед» Йохансон
- Річард Вентура — полковник Мейєрс
- Пітер Джейсон — майор Девін
- Дж. С. Куїнн — епізод
- Бегонія Плаза — епізод
- Том Шарп — епізод
- Джон Галлахер — епізод
- Джон Хостеттер — офіцер Різ
- Ніколас Уорт — епізод
- Джон Пеннелл — епізод
- Тріш Гарленд — епізод
- Дарвін Свалв — епізод
- Крістофер Майкл — епізод
- Ребекка Перл — епізод
- Енні О'Доннелл — епізод
- Джон Іміс — епізод
- Елізабет Рушіо — епізод
- Ллойд Нельсон — епізод
- Майкл Морер — епізод
- Тімоті Фолл — епізод

## Знімальна група
- Режисер — Клінт Іствуд
- Сценаристи — Джеймс Карабатсос, Джозеф Стінсон
- Оператор — Джек Н. Грін
- Композитори — Десмонд Накано, Клінт Іствуд, Ленні Нігауз
- Продюсери — Клінт Іствуд, Фрітц Мейнс